# فرودگاه گابالا
فرودگاه گابالا (به انگلیسی: Gabala Airport) یک فرودگاه همگانی با کد یاتا GBB است که یک باند فرود آسفالت دارد و طول باند آن ۳۶۰۰ متر است. این فرودگاه در کشور جمهوری آذربایجان قرار دارد .

## شرکت‌های هواپیمایی و مقصدهای پروازی
| شرکت‌های هواپیمایی                  | مقصدهای پروازی |
| ---------------------------------- | -------------- |
| آذربایجان ایرلاینز                 | حیدر علی‌اف     |
| آذربایجان ایرلاینز اجرا توسط آزل‌جت | ونوکووا        |
| فلای‌دبی                            | فصلی: دوبی     |
| اورال ایرلاینز                     | دوموده‌دوو      |

From March to October 2016 Gabala was the Azerbaijan gateway for Pegasus flights from Istanbul, but these were suspended due to lack of demand.